# Melissa P.
Melissa P. – hiszpańsko-włoski film dramatyczny z 2005 roku w reżyserii Luki Guadagnino, w Polsce znany także jako Melissa.
Film powstał na podstawie autobiograficznej książki włoskiej pisarki Melissy Panarello (znanej właśnie pod pseudonimem „Melissa P.”) pt. 100 colpi di spazzola prima di andare a dormire. Zdjęcia kręcono w Lecce w regionie Apulia.

## Fabuła
Piętnastoletnia Melissa nie potrafi odnaleźć się w otaczającym ją świecie. Kłopoty w domu przeplatają się z problemami miłosnymi. Nie chcąc dopuścić do siebie matki, dziewczyna ma tylko dwie bliskie osoby – babcię, z którą rozumie się bez słów, oraz najlepszą przyjaciółkę Manuelę. I te jednak mają już wkrótce zniknąć z jej życia, gdy blisko wiekowa już Elvira trafia do domu spokojnej starości, a Manuela zostaje wrogiem Melissy. Wówczas bohaterka – dotąd niepozorna i niewinna – pogrąża się w świecie przygodnego seksu.

## Obsada
- María Valverde – Melissa P.
- Fabrizia Sacchi – Daria
- Geraldine Chaplin – Elvira
- Letizia Ciampa – Manuela
- Primo Reggiani – Daniele
- Nilo Mur – Marco
- Elio Germano – Arnaldo
- Esmeralda Prete – Titti
- Giulio Berruti – Roberto